# Internationale Filmfestspiele Berlin 1981
Die Internationalen Filmfestspiele Berlin 1981 fanden vom 13. bis zum 24. Februar statt.

## Wettbewerb
Folgende Filme wurden im offiziellen Wettbewerb gezeigt:
| Filmtitel                           | Regisseur               | Produktionsland                  | Darsteller (Auswahl)                            |
| Der alte Mönch                      | Permphol Cheyaroon      | Thailand                         |                                                 |
| Das Boot ist voll                   | Markus Imhoof           | Schweiz, Deutschland, Österreich | Tina Engel, Hans Diehl, Curt Bois               |
| Danke, es geht                      | László Lugossy          | Ungarn                           |                                                 |
| Der Erfinder                        | Kurt Gloor              | Deutschland, Schweiz             | Bruno Ganz                                      |
| Fieber                              | Agnieszka Holland       | Polen                            | Barbara Grabowska, Adam Ferency, Bogusław Linda |
| Freitag                             | Hugo Claus              | Belgien, Niederlande             |                                                 |
| Head On - Spiele, die tödlich enden | Michael Grant           | Kanada                           | Sally Kellerman, John Huston                    |
| Heimliche Ausflüge                  | Kay Pollak              | Schweden                         |                                                 |
| Komm zurück, Schwalbe               | Jinggong Fu             | VR China                         |                                                 |
| Der Lastwagen                       | Christo Christow        | Bulgarien                        |                                                 |
| Los, Tempo!                         | Carlos Saura            | Spanien                          |                                                 |
| Maravillas                          | Manuel Gutiérrez Aragón | Spanien                          | Fernando Fernán Gómez                           |
| Milka – Schmerzliche Lust           | Rauni Mollberg          | Finnland                         |                                                 |
| Il Minestrone                       | Sergio Citti            | Italien                          | Roberto Benigni                                 |
| Der Neger Erwin                     | Herbert Achternbusch    | Deutschland                      | Josef Bierbichler                               |
| 26 Tage aus dem Leben Dostojewskis  | Alexander Sarchi        | Sowjetunion                      | Anatoli Solonizyn                               |
| Ein Sommer in Manhattan             | Bob Clark               | Kanada                           | Jack Lemmon, Lee Remick                         |
| Die Suche nach der Hungersnot       | Mrinal Sen              | Indien                           | Dhritiman Chatterjee, Smita Patil, Dipankar Dey |
| Die Verweigerung                    | Claude Goretta          | Frankreich, Schweiz              | Nathalie Baye, Angela Winkler, Bruno Ganz       |
| Das weite Land von Alexis Droeven   | Jean-Jacques Andrien    | Belgien                          |                                                 |
| Zigeunerweisen                      | Seijun Suzuki           | Japan                            |                                                 |

## Internationale Jury
Jury-Präsidentin war die Regisseurin Jutta Brückner. Sie stand folgender Jury vor: Peter Bichsel (Schweiz), Denis Héroux (Kanada), Astrid Henning-Jensen (Dänemark), Antonio Isasi (Spanien), Irina Petrowna Kuptschenko (UdSSR), Jerzy Plazewski (Polen), Prinz Chatrichalerm Yukol (Thailand) und Italo Zingarelli (Italien).

## Preisträger
- Goldener Bär: Los, Tempo!
- Silberne Bären:

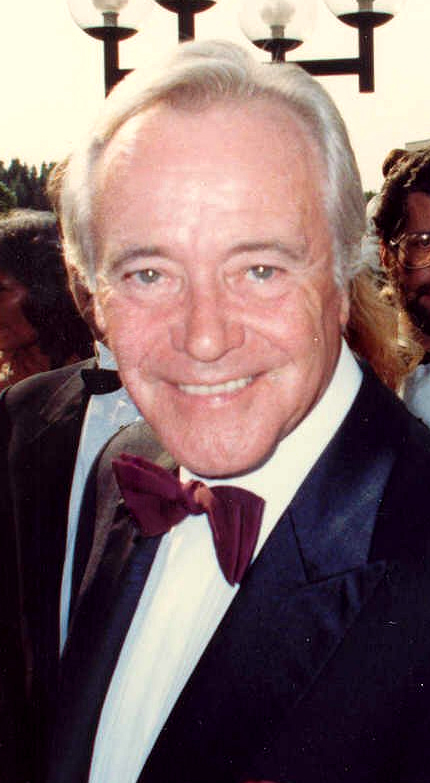
Jack Lemmon

  - Anatomie einer Hungersnot (Spezialpreis der Jury)
  - Barbara Grabowska in Fieber (Beste Darstellerin)
  - Anatoli Solonizyn in 26 Tage aus dem Leben Dostojewskis und Jack Lemmon in Ein Sommer in Manhattan (Bester Darsteller)
  - Markus Imhoof (Herausragende Einzelleistung)

## Weitere Preise
1981 wurde kein FIPRESCI-Preis für einen Wettbewerbsfilm verliehen.
- FIPRESCI-Preis (Forum): Dialogue with a Woman Departed von Leo Hurwitz und Killer of Sheep von Charles Burnett
- Interfilm Award – Otto-Dibelius-Preis: Anatomie einer Hungersnot von Mrinal Sen
- Interfilm Award – Otto-Dibelius-Preis: Aziza von Abdellatif Ben Ammar
- Interfilm Award – für sein Lebenswerk: Manoel de Oliveira
- Leserpreis der Berliner Morgenpost: Die Verweigerung von Claude Goretta

## Internationales Forum des jungen Films
Herausragende Filme im Forumsprogramm waren 1981 die Filme Stalker von Andrei Tarkowski sowie Rette sich, wer kann (das Leben) von Jean-Luc Godard.